# Pop Is Dead
«Pop Is Dead» — песня английской рок-группы Radiohead. Была выпущена как неальбомный сингл 10 мая 1993 года, через несколько месяцев после дебютного альбома Pablo Honey. Сингл достиг лишь 42-го места в UK Singles Chart. Позже участники группы рассказали, что сожалеют о выпуске песни «Pop Is Dead». В дальнейшем песня была удалена со стриминговых площадок.

## Музыка
«Pop Is Dead» основан на хроматическом риффе, который играет соло-гитарист Джонни Гринвуд. Как и в случае с предыдущим синглом Radiohead, «Anyone Can Play Guitar», тексты песен содержат критику в адрес СМИ и музыкальной индустрии.
Одна сторона B, акустический трек «Banana Co.», была описана как «слегка битловская мелодия» с текстами, намекающими на общее отвращение к многонациональным корпорациям. Электрическая версия «Banana Co.» позже был включен в сингл « Street Spirit (Fade Out)». Ещё одна сторона B, живое исполнение песни Пабло Хани «Ripcord», было записано на концерте Town and Country Club в Лондоне в феврале 1993 года, когда Radiohead выступали на разогреве у Belly. На этом выступлении есть дополнительные слова: «Они могут поцеловать меня в задницу!»

## Приём
«Pop Is Dead» достиг 42-го места в UK Singles Chart, что ниже ожиданий. Он не был выпущен в США. После выпуска второго альбома Radiohead, The Bends , в 1995 году редактор Melody Maker Робин Бреснарк написал, что если бы Radiohead выпустили тогда «Pop is Dead», то этот сингл попал бы в «пятерку лучших».
Спустя годы после его выпуска гитарист Radiohead Эд О’Брайен назвал трек «ужасной ошибкой». Барабанщик Фил Селуэй сказал, что сожалеет о его выпуске.
«Pop is Dead» был включен в переиздание Pablo Honey 2009 года. Рецензируя переиздание, критик IGN Финн Уайт охарактеризовал «Pop is Dead» как «умную и юмористическую рок-сатиру». Однако Скотт Плагенхоф из Pitchfork счел это «ужасным». В 2019 году американский музыкальный журналист Марк Хоган назвал её худшей песней Radiohead. 

## Музыкальное видео
Музыкальное видео было снято Дуайтом Кларком на основе обработки певца Radiohead Тома Йорка. В нём Йорк изображает персонажа Попа как «модного вампира в стеклянном гробу» в сопровождении других участников группы. По словам комиссара Radiohead по видеосвязи Дилли Джента, "у нас был весь фан-клуб Radiohead, который нес его через Оксфорд-Даунс… В начале 90-х мы, наверное, думали, что с этими видео все в порядке, но сейчас, оглядываясь на них, мы все просто хотим умереть. Stereogum сравнил видео с видео Nirvana. Где-то в 2017 году музыкальное видео бесследно исчезло с YouTube. Музыкальное видео, а также видео на синглы Anyone Can Play Guitar и Stop Whispering можно найти на Vimeo.

## Список композиций
1. «Pop is Dead» — 2:13
2. «Banana Co.» (акустика) — 2:27
3. «Creep» (вживую) — 4:11
4. «Ripcord» (вживую) — 3:08

## Участники записи
- Том Йорк — вокал, гитара
- Джонни Гринвуд — гитара, фортепиано
- Колин Гринвуд — бас-гитара
- Эд О’Брайен — гитара, бэк-вокал
- Филип Селвей — ударные

## Чарты
| Чарт(1993)       | Наивысшая позиция |
| ---------------- | ----------------- |
| UK Singles Chart | 42                |